# Hoplitis ferianaensis
Hoplitis ferianaensis är en biart som först beskrevs av Van der Zanden 1991.  Hoplitis ferianaensis ingår i släktet gnagbin, och familjen buksamlarbin. Inga underarter finns listade i Catalogue of Life.